# Stenia cayugalis
Stenia cayugalis là một loài bướm đêm trong họ Crambidae.